# Confessions (Usher)
Confessions è il quarto album in studio del cantante R&B statunitense Usher, pubblicato il 23 marzo 2004 dalla Arista Records.  Inserito tra I 500 migliori album secondo Rolling Stone, il progetto discografico è stato apprezzato dalla critica specializzata, venendo considerato tra i migliori album del panorama musicale R&B e soul.
Il progetto è stato candidato ai Grammy Awards nella categoria all'album dell'anno e vincendo come miglior album contemporary R&B, oltre che vincendo il premio al miglior album agli MTV Europe Music Awards, un Soul Train Music Award e due American Music Award.
Il disco figura al suo interno sia il singolo Yeah! in collaborazione con Lil Jon and Ludacris, riconosciuto con il Grammy Award alla miglior collaborazione rap/sung, e il duetto My Boo con Alicia Keys, vincitore del Grammy Award alla miglior interpretazione vocale R&B di un duo o un gruppo.
Secondo Billboard, Confessions è stato il sesto album più venduto degli anni 2000 negli Stati Uniti, ottenendo la certificazione di disco di diamante dalla RIAA vendendo oltre dieci milioni di copie nel Paese, divenendo l'album R&B più venduto del XXI secolo da un artista maschile globalmente.

## Riconoscimenti
Grammy Award
- 2005 – Candidatura all'album dell'anno
- 2005 – Miglior album contemporary R&B

American Music Award
- 2004 – Miglior album R&B/Soul
- 2004 – Miglior album Pop/Rock

Billboard Music Award
- 2004 – Miglior album Billboard 200
- 2004 – Miglior album R&B/Hip-Hop

Juno Award
- 2004 – Candidatura all'album internazionale dell'anno

MTV Europe Music Awards
- 2004 – Miglior album

NAACP Image Award
- 2005 – Candidatura al miglior album

Soul Train Music Award
- 2005 – Miglior album R&B/Soul maschile

## Tracce
Crediti adattati ai dati riportati nel sito della ASCAP.
1. Intro – 0:47 (Usher Raymond, James Lackely)
2. Yeah! (feat. Lil Jon & Ludacris) – 4:10 (Christopher Bridges, James Phillips, Jonathan Smith, LaMarquis Jefferson, Patrick Smith, Sean Garrett)
3. Throwback – 4:01 (Richard Butler, Lamont Dozier, Brian Holland, Edward Holland, Justin Smith, Patrick Smith, Richard Wylie)
4. Confessions (Interlude) – 1:16 (Jermaine Dupri, Bryan-Michael Cox)
5. Confessions Part II – 3:49 (Usher Raymond, Jermaine Dupri, Bryan-Michael Cox)
6. Burn – 4:16 (Usher Raymond, Jermaine Dupri, Bryan-Michael Cox)
7. Caught Up – 3:45 (Andre Harris, Vidal Davis, Jason "Poo Bear" Boyd, Ryan Toby)
8. Superstar (Interlude) – 1:05 (Usher Raymond)
9. Superstar – 3:29 (Andre Harris, Vidal Davis, Jason "Poo Bear" Boyd, Ryan Toby, Nyticka Hemingway)
10. Truth Hurts – 3:51 (Bobby Ross Avila, Issiah J. Avila, Usher Raymond, James Harris III, Terry Lewis)
11. Simple Things – 4:58 (Bobby Ross Avila, Issiah J. Avila, Usher Raymond, James Harris III, Terry Lewis)
12. Bad Girl – 4:22 (Bobby Ross Avila, Issiah J. Avila, Usher Raymond, James Harris III, Terry Lewis, Danté Barton, Wil Guice)
13. That's What It's Made For – 4:38 (James Q. Wright, Bobby Ross Avila, Issiah J. Avila, Usher Raymond, James Harris III, Terry Lewis)
14. Can U Handle It? – 5:45 (Robin Thicke, James Gass, Robert Daniels, Usher Raymond)
15. Do It to Me – 3:54 (Usher Raymond, Jermaine Dupri, Bryan-Michael Cox)
16. Take Your Hand – 3:04 (Leon Huff, Gene McFadden, John Whitehead, Usher Raymond, Rich Harrison)
17. Follow Me – 3:31 (Andre Harris, Vidal Davis, Jason "Poo Bear" Boyd, Ryan Toby)

Edizione speciale
1. Intro – 0:47 (Usher Raymond, James Lackely)
2. Yeah! (feat. Lil Jon & Ludacris) – 4:10 (Christopher Bridges, James Phillips, Jonathan Smith, LaMarquis Jefferson, Patrick Smith, Sean Garrett)
3. Throwback (feat. Jadakiss) – 4:47 (Richard Butler, Lamont Dozier, Brian Holland, Edward Holland, Justin Smith, Patrick Smith, Richard Wylie)
4. Confessions Part I – 1:15 (Jermaine Dupri, Bryan-Michael Cox)
5. Confessions Part II – 3:31 (Usher Raymond, Jermaine Dupri, Bryan-Michael Cox)
6. Burn – 3:52 (Usher Raymond, Jermaine Dupri, Bryan-Michael Cox)
7. Caught Up – 3:45 (Andre Harris, Vidal Davis, Jason "Poo Bear" Boyd, Ryan Toby)
8. Superstar (Interlude) – 1:05 (Usher Raymond)
9. Superstar – 3:12 (Andre Harris, Vidal Davis, Jason "Poo Bear" Boyd, Ryan Toby, Nyticka Hemingway)
10. Truth Hurts – 3:38 (Bobby Ross Avila, Issiah J. Avila, Usher Raymond, James Harris III, Terry Lewis)
11. Simple Things – 4:40 (Bobby Ross Avila, Issiah J. Avila, Usher Raymond, James Harris III, Terry Lewis)
12. Bad Girl – 4:22 (Bobby Ross Avila, Issiah J. Avila, Usher Raymond, James Harris III, Terry Lewis, Danté Barton, Wil Guice)
13. That's What It's Made For – 4:38 (James Q. Wright, Bobby Ross Avila, Issiah J. Avila, Usher Raymond, James Harris III, Terry Lewis)
14. Can U Handle It? – 4:39 (Robin Thicke, James Gass, Robert Daniels, Usher Raymond)
15. Do It to Me – 3:34 (Usher Raymond, Jermaine Dupri, Bryan-Michael Cox)
16. Take Your Hand – 2:46 (Leon Huff, Gene McFadden, John Whitehead, Usher Raymond, Rich Harrison)
17. Follow Me – 3:13 (Andre Harris, Vidal Davis, Jason "Poo Bear" Boyd, Ryan Toby)
18. My Boo (feat. Alicia Keys) – 3:43 (Usher Raymond, Alicia Keys, Jermaine Dupri, Adonis Shropshire, Manuel Seal)
19. Red Light – 4:48 (Garrett Hamler, Keri Hilson, Robert Mc Dowell, Jonathan Smith, Patrick Smith)
20. Seduction – 4:34 (Bobby Avila, Issiah Avila, Richard Butler, James Harris, Terry Lewis, Usher Raymond, James Wright)
21. Confessions Part II (Remix feat. Kanye West, Shyne & Twista) – 4:29 (Usher Raymond, Jermaine Dupri, Bryan-Michael Cox, Carl Mitchell, Jamaal Barrow)

## Classifiche

### Classifiche di fine secolo
| Classifica (2000-2024) | Posizione |
| ---------------------- | --------- |
| Stati Uniti            | 15        |